# Indoxil
Indoxilul este un compus organic heterociclic cu formula chimică C8H7NO.. Prezintă caracter aromatic și este produs intermediar în sinteza indigoului. Se găsește și în urina mamiferelor, sub forma de sare de potasiu a esterului sulfuric, care este numită indican. Denumirea indican poate face referire și la glucozida indoxilului, răspândită în natură.

## Proprietăți
Indoxilul este izomer cu oxindolul fiind din punct de vedere chimic 3-hidroxi-indolul.
La fel ca și oxindolul, el manifestă tautomeria enolică:

Tautomeria indoxilului este identică cu cea a oxindolului

Datorită oxidării sale relativ rapide în prezența oxigenului, oxidare în urma căreia se transformă în indigo, sinteza sa este strîns legată de indigo. La fel ca și izomerul său, oxindolul, el manifestă aceleași reacții ca și acesta:
- cu soluțiile de hidroxizi alcalini formează săruri. Aceste săruri în prezența aerului se oxidează foarte ușor, transformîndu-se în indigo
- gruparea =CH2, datorită conjugării, are o reactivitate mult crescută, fiind implicată în reacții de condensare, fie cu acidul azotos, cînd formează nitrozoderivați aromatici, dar și cu compuși carbonilici, cînd rezultă indogenidele.

- În organismul uman indoxilul este un produs de degradare bacterienă intestinală al acidului indoleacetic, care este excretat în urină ca acid indolaceturic (conjugat cu glicină), sau ca sulfat (indican urinar), sau ca glucuronid (glucoziduronat). Cantități crescute de indoxil sunt excretate în fenilcetonurie.

Schema formării indoxilului este următoare:

Triptofan → Acid indolpiruvic → Acid indolacetic → Scatol → Indol → Indoxil → Indoxil sulfat → Indican